# Аргумент Ритдейка — Патнэма
В философии аргумент Ритдейка — Патнэма, названный в честь C. W. Rietdijk и Хилари Патнэм, использует открытия 20-го века в области физики, а именно специальную теорию относительности для поддержки философской позиции, известную как теория четырёхмерности.
Если специальная теория относительности верна, то у каждого наблюдателя будет своя собственная плоскость одновременности, которая содержит уникальный набор событий, составляющих настоящий момент этого наблюдателя. Наблюдатели, движущиеся с разными относительными скоростями, имеют разные плоскости одновременности и, следовательно, разные наборы событий. Каждый наблюдатель считает свой набор текущих событий трехмерной вселенной, но даже малейшее движение головы или смещение расстояния между наблюдателями может привести к тому, что трехмерные вселенные будут иметь различное содержание. Одновременное существование нескольких трехмерных вселенных предполагает, что вселенная четырёхмерна. Аргумент назван в честь дискуссий Ритдейка (1966) и Патнэма (1967). Иногда его называют аргументом Ритдейка-Патнэма-Пенроуза.

## Парадокс Андромеды
Роджер Пенроуз выдвинул вариант этого аргумента, который был назван парадоксом Андромеды, где он указал, что у двух людей, проходящих мимо друг друга по улице, могут быть очень разные моменты настоящего. Если один человек шел в сторону Галактики Андромеды, то события в этой галактике могут опережать на несколько часов или даже дней события в этой же галактике для человека, идущего в другом направлении. Если такое происходит, то это оказывает драматическое влияние на наше понимание времени. Пенроуз подчеркнул последствия этого, рассматривая возможное вторжение на Землю инопланетян, живущих в Галактике Андромеды:
|  | Два человека идут по улице мимо другу друга; и, по мнению одного из них, космический флот Андромеды уже вылетел, в то время как по мнению другого, решение о вылете еще не принято. Как может существовать неопределенность в исходе этого решения? Если для любого человека решение уже принято, то определенно не может быть никакой неопределенности. Запуск космического флота - неизбежность. На самом деле ни один из людей еще не может знать о запуске космического флота. Они узнают об этом только позже, когда телескопические наблюдения с Земли покажут, что флот действительно вылетел. Затем они могут вернуться к этой случайной встрече и прийти к выводу, что в то время, по мнению одного из них, решение лежало в неопределенном будущем, а по мнению другого - в определенном прошлом. Была ли тогда неуверенность в этом будущем? Или будущее обоих людей уже было определено?Роджер Пенроуз, Новый ум короля |

«Парадокс» состоит из двух наблюдателей, которые, с их сознательной точки зрения, находятся в одном месте и в один и тот же момент имеют разные наборы событий в их «настоящий момент». Обратите внимание, что ни один из наблюдателей на самом деле не может «увидеть» то, что происходит в Андромеде, потому что свет от Андромеды (и гипотетического флота пришельцев) достигнет Земли через 2,5 миллиона лет. Аргумент не о том, что можно «увидеть»; это чисто о том, какие события различные наблюдатели считают происходящими в настоящий момент.

## Критика
Интерпретации теории относительности в аргументе Ритдейка — Патнэма и парадоксе Андромеды не являются общепринятыми. Стейн и Савитт отмечают, что в теории относительности настоящее — это локальное понятие, которое не может быть распространено на глобальные гиперплоскости. Кроме того, Дэвид Мермин утверждает:
|  | То, что одновременности отдаленных событий нельзя приписать никакого внутреннего смысла, является самым важным уроком, который следует извлечь из теории относительности.David Mermin, It’s About Time |